# الخاندرا بنیتس
الخاندرا بِنیتس (به اسپانیایی: Alejandra Benítez) زاده ۷ ژوئن ۱۹۸۰ در شهر کاراکاس، شمشیرباز اهل کشور ونزوئلا است و به نمایندگی کشورش در بازی‌های المپیک تابستانی ۲۰۰۴، ۲۰۰۸ و ۲۰۱۲
در رشته شمشیربازی شرکت کرد.

## پست وزارت
بنیتس در ماه مارس ۲۰۱۳ در کابیته نیکلاس مادورو به عنوان وزیر ورزش انتخاب شد.